# Cryptosporella suffusa
Cryptosporella suffusa är en svampart som först beskrevs av Elias Fries, och fick sitt nu gällande namn av L.C. Mejía & Castl. 2008. Cryptosporella suffusa ingår i släktet Cryptosporella och familjen Gnomoniaceae.  Arten är reproducerande i Sverige. Inga underarter finns listade i Catalogue of Life.